# Sohonet
Sohonet Ltd. ist ein Interessenverbund-Netzwerk für die Gemeinschaft der Fernseh-, Film- und Medienproduktionen in Großbritannien.
Gegründet im Jahr 1995 von einigen Postproduktions-Unternehmen aus dem Londoner Stadtteil Soho, verlinkt Sohonet viele Filmstudios und Effekthäuser in Großbritannien zu einer festen Gemeinschaft. Das Netzwerk bietet außerdem einen Zugang zum Internet und breitband Anbindungen in andere Länder. Es werden dabei Verbindungen mittels optischen Richtfunks oder Lichtwellenleitern aufgebaut.
Die führenden britischen Filmstudios Pinewood Studios, Shepperton Studios und Warner Bros. Studios, Leavesden haben eine direkte Glasfaserkabelverbindung zum Sohonet-Ring, der intern ebenfalls mit Glasfasertechnik oder sogar mit VDSL kommuniziert.
Sohonet ist außerdem ein globales Netzwerk mit eigener Verbindung in die Vereinigten Staaten (Los Angeles, New York usw.), die Niederlande, nach Kanada, Neuseeland, Australien, Frankreich, Deutschland und Italien (Cinecittà Studios in Rom). Es besitzt außerdem die Möglichkeit, weltweit Verbindungen via Glasfaser und Satellit anzubieten.
Das Unternehmen ist Gewinner von zahlreichen Branchenpreisen und war ein Vorreiter im IP-over-ATM. Seit es aber 10 Gigabit Ethernetzwerke und MPLS-Technologien gibt, ist das Sohonet dazu übergangen, statt der üblichen ATM-Methode, Gigabit-Ethernetzwerke zu benutzen, die Sohonet dazu in vielen verschiedenen Städten aufgebaut hat.
Heute ist Sohonet einer der wichtigsten Dienstleister im Zusammenhang mit kassettenlosem Digital intermediate und einer der Befürworter des Pro-MPEG Media Dispatch Protocols (MDP). Wie das Internet ist Sohonet offen für alle Mediendateien und Containerformate, von QuickTime, DV, MPEG, AES/EBU, MXF über Serial Digital Interface, OMFi, AAF, OpenEXR bis 4K DPX-Daten.